# 事件記者ルー・グラント
『事件記者ルー・グラント』（原題：Lou Grant）は、1977年から1982年までアメリカ合衆国・CBSテレビで放送されたテレビドラマ。全5シーズン、114回。製作総指揮はジェームズ・L・ブルックス(James L. Brooks)。番組タイトルでもある主役の新聞編集者を米国人俳優エドワード・アズナー（Edward Asner）が演じた。シチュエーション・コメディ（シットコム）である『メアリー・タイラー・ムーア・ショウ』（原題：The Mary Tyler Moore Show)からスピンオフした３番目のドラマシリーズ。『メアリー・タイラー・ムーア・ショウ』の共同制作者ジェームズ・L・ブルックスとアラン・バーンズ(Allan Burns)がジーン・レイノルズ(Gene Reynolds)とともに生み出した。
ゴールデングローブ賞テレビドラマ部門、プライムタイム・エミー賞 作品賞 (ドラマ部門)などを受賞するなど、高い評価を受けた。エミー賞受賞は13回に及び、アズナー個人もドラマ部門主演男優賞を1978年と1980年に受賞。この結果、アズナーは同じキャラクターで、ドラマ部門主演男優賞とコメディ部門助演男優賞を受賞した最初の人物となった。同ドラマはこのほか、2回のゴールデングローブ賞や、米メディア関連賞としては最古のピーボディ賞とアメリカ映画編集者協会のエディー賞をそれぞれ1回ずつ、さらに全米監督協会から3回授賞、ヒューマニタス賞を2回授賞した。
日本では、TBSテレビで1984年に放送された。

## あらすじ
ロサンゼルスの架空の新聞社「ロサンゼルス・トリビューン」を舞台に、数々の社会問題を追及する熱血新聞編集者ルー・グラントの奮闘を描く。邦題では「事件記者」とあるが、実際にはグラントは社会部を率いる部長の役柄である。グラントは『メアリー・タイラー・ムーア・ショウ』の最後でテレビ局WJMから解雇された後、ロサンゼルス・トリビューンの社会部長の職を得た（グラントは同番組の中で印刷媒体のジャーナリストとしてキャリアを始めたと示唆している）。『メアリー・タイラー・ムーア・ショウ』の内容がコメディからドラマへとシフトするなかで、グラントと他の登場人物とのやりとりの性格もトーンダウンした。グラントがしばしば飲みすぎ、そのことが同番組で定番のお笑いネタだったが、それも番組改編後はあまり強調されなくなった。
主な登場人物としては、幅広いテーマを追う遊軍記者にジョー・ロシと第４話から登場したビリー・ニューマンや、グラントの旧友でミネアポリスからロサンゼルスに移ってくるよう説得した編集局長チャールズ・ヒューム、社会部次長アート・ドノバン、カメラマンで通称「アニマル」と呼ばれるデニス・プライスら。未亡人で上品な発行人、マーガレット・ジョーンズ・ピンチョンは、米国紙の実在した女性経営者であるドロシー・チャンドラー（ロサンゼルス・タイムズ）とキャサリン・グラハム（ワシントン・ポスト）をどことなく掛け合わせたキャラクターとなっている。このほかの常連の登場人物には、他の編集部のゴードン・ジャンプとエミリオ・デルガドや、ヒュームの妻マリオン（ペギー・マッケイ、Peggy McCayがいる。
各回のエピソードではグラントがロッシとビリーにニュース記事の担当を割り振ることが多く、取材される人々が抱える問題を解き明かしていったり、記者が取材で遭遇する葛藤や挑戦が柱となる。彼ら若い記者は取材を通じて経験する問題や倫理的なジレンマなどについて、グラントに方向性を示してもらったり、指導を受けたりする。番組は深刻な社会問題や、核拡散問題、精神疾患、売春、同性愛者の権利、家庭内暴力、死刑問題、児童虐待、レイプや化学汚染にしばしば切り込んでいく。また盗作問題や金銭を見返りに情報を得る取材手法、おとり取材、やらせのニュース写真、取材上の二律相反など、報道倫理をも厳しく問いかけていく。トリビューンのスタッフのプライベートな生活が垣間見られることもある。

## 製作の経緯
『事件記者ルー・グラント』は『メアリー・タイラー・ムーア・ショウ』からのスピンオフ番組だが、30分番組だった本編と違い、放送時間が1時間枠のドラマとした。『メアリー・タイラー・ムーア・ショウ』が放送終了した際、発案者で製作者だったブルックスとバーンズにはエドワード・アズナー出演による新たな番組を作る約束があった。2人はすでに人気があったルー・グラントのキャラクターを生かし、スピンオフ番組を作るのが容易であるとの判断に至った。1時間のリアルなドラマにした判断の背景には、リチャード・ニクソン米大統領政権下でのウォーターゲート事件を明るみにし、辞任に至らせたワシントンポスト記者らによる調査報道の経緯を映画化した1976年公開の『大統領の陰謀』（原題：All the President's Men）の影響がある。
当時、テレビ番組『マッシュ』（原題：M*A*S*H）の制作も手掛けていたレイノルズが共同発案および製作総指揮に招き入れられた。番組テーマ曲はパトリック・ウィリアムズが担当した。

## 製作中止
エドワード・アズナーは米映画俳優組合の代表を2期務めたが、その間、エルサルバドル医療支援活動と密接な行動をとるなか、米国の中米政策に反対の立場をとった。1982年に『ルー・グラント』の製作が突然中止されると大きな議論の的となった。同番組は高い視聴率を記録しており、プライムタイム枠での継続を正当化できるはずの水準だったが、CBSネットワークは番組の継続を却下した。ロナルド・レーガンが米大統領となるなど世論が右傾化するなか、アズナーの一貫したリベラルな政治姿勢が知れ渡ったことが番組制作中止の実際の根本的な原因となった。番組が放送されていた月曜22時台の時間枠は次のシーズンから『女刑事キャグニー&レイシー』に変更された。

## キャスト

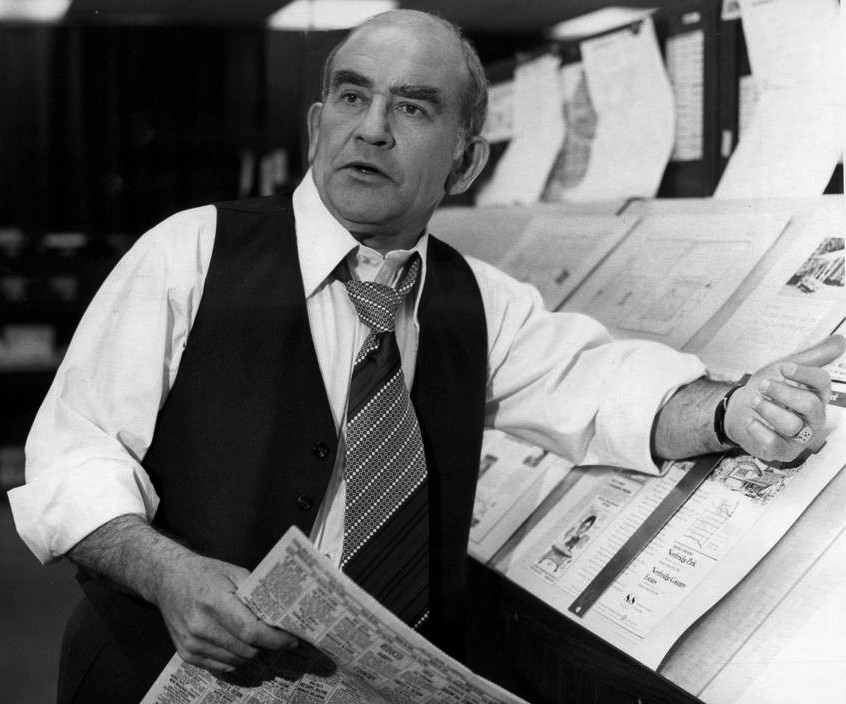
主人公ルー・グラント役のエドワード・アズナー。

- ルー・グラント：エドワード・アズナー（吹替：小松方正）
- ジョー・ロシ：ロバート・ウォルデン（英語版）（吹替：山口健）
- チャーリー・ヒューム：メイソン・アダムス（英語版）（吹替：石井敏郎）
- ビリー・ニューマン：リンダ・ケルシー（英語版）（吹替：榊原良子）
- マーガレット・ピンチョン：ナンシー・マーシャン（吹替：麻生美代子）
- アート・ドノヴァン：ジャック・バノン（英語版）（吹替：筈見純）
- デニス・プライス：ダリル・アンダーソン（英語版）（吹替：幹本雄之）